# Petitjeanite
La petitjeanite è un minerale.